# Szkaradowo
Szkaradowo (prononciation : [ʂkaraˈdɔvɔ]) est un village polonais de la gmina de Jutrosin dans le powiat de Rawicz de la voïvodie de Grande-Pologne, dans le Centre-Ouest de la Pologne.
Il se situe à environ 8 kilomètres au sud de Jutrosin (siège de la gmina), à 21 kilomètres à l'est de Rawicz (siège du powiat) et à 93 kilomètres au sud de Poznań (capitale régionale).
Le village possédait une population de 993 habitants en 2014.

## Histoire
De 1975 à 1998, le village faisait partie du territoire de la voïvodie de Leszno.

Depuis 1999, Szkaradowo est situé dans la voïvodie de Grande-Pologne.